# Dixie County
Dixie County är ett administrativt område i delstaten Florida, USA. År 2010 hade countyt 16 422 invånare. Den administrativa huvudorten (county seat) är Cross City.

## Geografi
Enligt United States Census Bureau har countyt en total area på 2 237 km². 1 824 km² av den arean är land och 413 km² är vatten.

### Angränsande countyn
- Taylor County, Florida - nordväst
- Lafayette County, Florida - nord
- Gilchrist County, Florida - öst
- Levy County, Florida - sydöst